# Aussageart
Aussagearten oder Aussagetypen sind Klassifikationskategorien, die einige Ansätze der Sprachphilosophie und Sprachwissenschaft ausarbeiten, um Typen von sprachlichen Äußerungen bzw. deren Gehalt zu unterscheiden. Ein bekanntes Beispiel ist die Unterscheidung von beschreibenden (deskriptiven), vorschreibenden (präskriptiven) und normativ bewertenden (evaluativen) Sätzen. Auf derartige Unterscheidungen nahmen z. B. Debatten über die Forderung von Wertfreiheit von Wissenschaften Bezug (siehe auch Werturteil), oder über die Ableitbarkeit von „Sollens-Aussagen“ aus „Seins-Aussagen“ (siehe auch Humes Gesetz).

## Deskriptive Aussagen
Aussagen innerhalb einer empirischen Wissenschaft liefern normalerweise die Beschreibung eines Sachverhalts oder einen Beobachtungsbericht (Protokollsatz) darüber. Diese Aussagen lassen sich im Anschluss an die Prädikatenlogik formal als die Zuordnung von Merkmalen zu einem Objekt darstellen.
Wenn der Geltungsbereich einer Aussage raum-zeitlich beschränkt ist, spricht man von einer „singulären Aussage“.
Wenn man sich auf ein „rhapsodistisches“ Aneinanderreihen von einzelnen Begebenheiten beschränkt, würde man mit Aussagen dieser Art grundsätzlich auskommen. Für eine Methodologie wie der Historismus (Geschichtswissenschaft), der die Existenz von theoretischer Erkenntnis auf dem Gebiet der menschlichen Geschichte in Abrede stellt, steht gerade die Erkenntnis des geschichtlich Einzigartigen im Mittelpunkt der Bemühungen eines Sozialwissenschaftlers (bzw. Geisteswissenschaftlers).

## Explikative Aussagen
Explikative Aussagen dienen der Erklärung (Explanation). Sie benötigen hierzu Gesetzesaussagen (nomologische Hypothesen); deren systematische Verbindung erfolgt in einer Theorie.
Eine logische Rekonstruktion des Erklärungsverfahrens liegt im Hempel-Oppenheim-Schema vor.
Die empirische Überprüfung von nomologischen Hypothesen und der damit verbundenen Theorien erfolgt durch den Versuch der Falsifikation derselben, idealerweise in einem empirischen Experiment.
Da die Protokollsätze, die eine Theorie zu falsifizieren in der Lage wären, normalerweise nicht völlig unabhängig von derselben Theorie formuliert und gemessen werden, ist die Konfrontation einer jeden Theorie mit Alternativ-Theorien in einem systematisch betriebenen Theorievergleich erforderlich.

## Normative Aussage
Nach Hans Albert wird in der Wissenschaft neben der deskriptiven auch die präskriptive Sprache verwendet. Innerhalb der präskriptiven Sprache sind folgende Aussagearten im Gebrauch für die Wissenschaft irrelevant bzw. unwesentlich: resolutive Aussagen (drücken die Entscheidungen von Personen aus); optative Aussagen (drücken Wünsche einer Person aus); valuative Aussagen (drücken die Stellungnahme einer Person aus); performative Aussagen (sind Teil einer vollzogenen Handlung); imperative Aussagen (schreiben bestimmten Personen ein bestimmtes Verhalten vor).
Das Werturteilsproblem wird eigentlich nur aufgeworfen durch die „normativen Aussagen“. Albert zieht diese Bezeichnung dem herkömmlichen „Werturteil“ vor, weil jene sich auf Handlungen beziehen.
Es handelt sich hierbei um Aussagen, die bestimmte Verhaltensweisen (Stellungnahmen, Entscheidungen, Handlungen) als gerechtfertigt deklarieren.
Albert sieht eine besondere Gefahr in den impliziten, versteckten („krypto-normativen“) und erschlichenen Werturteilen.
Schließlich versucht er den Nachweis zu führen, dass empirische Wissenschaft auch ohne normative Aussagen auskomme, auch wenn es um Fragen der Wissenschaftsberatung oder der technologische Anwendung von wissenschaftlichen Theorien geht.

## Positive Aussage
Nach dem Werturteilsfreiheitspostulat von Max Weber beschreiben positive Aussagen (von lateinisch ponere „setzen“, Partizip positum „gesetzt“), was ist, und nicht, was sein soll. Sie umfassen sprachliche Äußerungen, von Menschen geschaffen, die unabhängig von normativen, metaphysischen, naturrechtlichen und religiösen Vorgaben sind; siehe positive Wissenschaft.

## Bewertung und Kritik
Die Unterscheidung in Aussagearten hat in der Wissenschaftstheorie bzw. der Methodologie der Wissenschaften eine wesentliche Funktion ausgeübt. So der Typ der normativen Aussage bei der Frage der Wertfreiheit, d. h. welche Rolle Werturteile in den Wissenschaften spielen sollen. Es stellt sich jedoch die Frage, ob die Unterscheidung der Aussagearten allein aufgrund ihrer „logischen Grammatik“ (Hans Albert) hinreichend präzise und in allen Fällen gewährleistet ist.